# Ramón Folch
Ramon Folch i Guillèn (Barcelona, 1946) es un biólogo, ecólogo, profesor y botánico español.

## Biografía
Es doctor en biología, fundador en 1994 de la consultoría ERF-Estudio Ramon Folch y Asociados SL de la que es presidente. Ha sido vicepresidente del Consejo Consultivo del Hábitat Urbano del Ayuntamiento de Barcelona (2011-2015), presidente del Consejo Social de la Universidad Politécnica de Cataluña (2004-08), secretario general del Consejo Asesor Internacional del Foro Latinoamericano de Ciencias Ambientales (La Plata, Argentina) y profesor de su Cátedra UNESCO / FLACAM para el Desarrollo Sustentable (1989-2006). Anteriormente había sido profesor de Botánica de la Universidad de Barcelona (1968-75) y había dirigido (1975-82) los servicios ambientales de la Diputación de Barcelona y de la Generalidad de Cataluña.
También ha sido consultor en gestión ambiental de la UNESCO y el PNUD, miembro y secretario general del Comité Español del Programa MaB / UNESCO (Madrid-París, 1982-94), miembro del Comité de la UNESCO para el Seguimiento de la Conferencia de Río (París, 1992-97) y titular de la Cátedra de Metatecnia Ambiental y Socioecología del Instituto Catalán de Tecnología (Barcelona, 1996-98). Ha representado la investigación ambiental española en la Comisión de Organismos y Sistemas de la Unión Europea (Bruselas, 1986). En 1978 ingresa al Instituto de Estudios Catalanes, como agregado de ecología y presidente de la Institución Catalana de Historia Natural de 1986 a 1990. Ha participado en numerosas operaciones de cooperación técnica internacional en el campos ambiental y sanitario (fundador y primer presidente del Consorcio Interhospitalario de Cooperación, 1981), sobre todo en África y en América Latina. Ha sido presidente de la Junta administrativa del Hospital Clínico de Barcelona (1980-1984).En 1976-1977 fue director de la campaña para la salvaguarda del patrimonio natural del Congreso de Cultura Catalana
Después de años de enseñanza, investigación y gestión en la universidad y en la administración pública, se ha dedicado a la gestión territorial y urbanística desde una aproximación sostenibilista, enfoque que él mismo ha contribuido a definir ya desarrollar, tanto a nivel teórico como aplicado. Ha incididio especialmente en la comunicación socioambiental mediante el comisariado y dirección de grandes exposiciones como "Habitar el mundo", a través de publicaciones convencionales y electrónicas (es del director técnico de la Revista Sostenible.cat, activa desde 2002), o como columnista en la prensa diaria y participante en programas de televisión y radio. Fue el director y presentador de la serie de divulgación científica y antropológica "Mediterránia", de 50 capítulos emitida en TV3 (1987-1988) y escribe regularmente en El Periódico de Cataluña.
Ha sido impulsor, coordinador o director de extensos grupos de trabajo como los que han desarrollado la "Història Natural dels Països Catalans" (15 volúmenes, un centenar de autores) o "Biosfera" (11 volúmenes, dos centenares de autores; versiones catalana, inglesa, alemana y japonesa), obras que ha concebido, promovido y dirigido. Inició esta línea, de forma pionera, ya en los años setenta del siglo pasado. En 1975 fue uno de los fundadores de la Liga para la defensa del patrimonio natural (DEPANA), en 1976 fue secretario de redacción del "Llibre Blanc de la gestió de la natura als Països Catalans (un centenar de autores), y desde entonces ha sido uno de los principales impulsores de los movimientos de opinión favorables a una adecuada gestión del patrimonio natural. El 1976-1977 fue director de la Campaña de Salvaguarda del Patrimonio Natural del Congreso de Cultura Catalana,
Como botánico, destacan sus estudios florísticos y fitocenológicos de las comarcas meridionales del Principado de Andorra.

### Premios
En 1990 le es otorgado el Premio de honor Lluís Carulla. También ha recibido la Medalla Narcís Monturiol al mérito científico y tecnológico, de 1991, concedida por la Generalidad de Cataluña, también el premio Alzina, de 1992, del Grupo Balear de Ornitología y Defensa de la Naturaleza, y el premio Medio Ambiente-Trayectoria (1995), concedido por la Generalidad de Cataluña. Premios Ondas Mediterráneas en Defensa del Patrimonio Natural 2012. Ganador del Premio Ciudad de Barcelona (2004) por la exposición "Habitar el mundo" que le valió también ser finalista (2006) del Descartes Communication Prize de la Unión Europea. En 2013 el Col·legi d'Economistes de Catalunya le distinguió como colegiado de honor.

## Obras
- 1977, Sobre ecologismo y ecología aplicada.
- 1977, El paisatge vegetal del delta de l'Ebre, en colaboración con J. M. Camarasa, M. Masalles i E. Velasco.
- 1979, El patrimoni natural andorrà.
- 1980, La flora de les comarques litorals compreses entre la riera d'Alforja i el riu Ebre.
- 1981, La vegetació dels Països Catalans.
- 1981-1992, Història Natural dels Països Catalans.
- 1994, Comprendre la natura. Els organismes i els sistemes naturals terrestres dels Països Catalans.
- 1998, Ambiente, emoción y ética.
- 1999, Diccionario de socioecología
- 2000, La dèria de mirar.
- 2000, Encyclopedia of the biosphere. Vol. 11. Con Josep Maria Camarasa. Editor Gale Group, 4.700 pp. ISBN 0787645060
- 2003. El territorio como sistema (coordinador). Editor Diputación de Barcelona.291 páginas. ISBN 84774962X
- 2004, Habitar el mundo: Sostenibles en un planeta global. Editor Lunwerg, 235 pp. ISBN 849785070X
- 2005, L'Energía a l'horitzó 2030. Con Ivan Capdevila i Peña. Editor Generalidad de Cataluña, Dep. de Treball i Indústria, 214 pp.
- 2008, Suarem! El clima que ens espera (en colaboració con O. Lladó, L. Hervàs y el equipo de ERF). Editor L'Arquer. 232 pp. ISBN 9788496499843
- 2007, Tú en tu mundo: Ecología cotidiana y sostenibilidad [exposición]. Con Lídia Hervàs, Laura Reñaga. Editor Obra Social, Caixa Terrassa, 181 pp. ISBN 8496767620
- 2011, La Quimera del Crecimiento: La Sostenibilidad En La Era Postindustrial. Temas de actualidad. Editor RBA, 288 pp. ISBN 8490060193

- La abreviatura «Folch» se emplea para indicar a Ramón Folch como autoridad en la descripción y clasificación científica de los vegetales.[4]